# 孙腾宇
孙腾宇（1992年9月12日—），中国围棋职业七段棋手，天津人，7岁开始学棋，2004年美罗杯业余围棋大奖赛亚军并升为业余6段，2005年7月24日入段，同年夺得天津首届围棋棋王赛冠军。
代表河北金环队参加围甲联赛。2008年夺得全国围棋个人赛冠军。2009年获得阿含桐山杯冠军及阿含桐山杯中日冠军对抗赛优胜，获奖励升为七段。